# Campionati europei di canottaggio 2007
I Campionati europei di canottaggio 2007 si sono svolti a Poznań (Polonia). Sono iniziati il 16 settembre e si sono conclusi il 21 settembre 2007.
È la prima edizione dopo il loro ristabilimento che la Fédération Internationale des Sociétés d'Aviron (FISA) ha deciso nel maggio 2006.
Il lago Malta a Poznań accoglie le 14 gare in programma (8 maschili e 6 femminili) identici a quelle dei giochi olimpici, e sulla stessa distanza regolamentare di 2.000 metri.

## Medagliere
| Posizione | Paese         |    |    |    | Totale |
| --------- | ------------- | -- | -- | -- | ------ |
| 1         | Rep. Ceca     | 3  | 1  | 1  | 5      |
| 2         | Grecia        | 2  | 1  | 1  | 4      |
| 3         | Germania      | 1  | 2  | 2  | 5      |
| 4         | Italia        | 1  | 1  | 2  | 4      |
| 5         | Romania       | 1  | 1  | 1  | 3      |
| 5         | Russia        | 1  | 1  | 1  | 3      |
| 7         | Serbia        | 1  | 1  | 0  | 2      |
| 8         | Bulgaria      | 1  | 0  | 1  | 2      |
| 9         | Austria       | 1  | 0  | 0  | 1      |
| 9         | Ungheria      | 1  | 0  | 0  | 1      |
| 9         | Ucraina       | 1  | 0  | 0  | 1      |
| 12        | Polonia       | 0  | 3  | 0  | 3      |
| 13        | Croazia       | 0  | 1  | 0  | 1      |
| 13        | Finlandia     | 0  | 1  | 0  | 1      |
| 13        | Lituania      | 0  | 1  | 0  | 1      |
| 16        | Bielorussia   | 0  | 0  | 3  | 3      |
| 17        | Gran Bretagna | 0  | 0  | 1  | 1      |
| 17        | Svezia        | 0  | 0  | 1  | 1      |
| Totale    | Totale        | 14 | 14 | 14 | 42     |

## Podi
| Gara           | Oro | Tempo   | Argento | Tempo   | Bronzo | Tempo   |
| Gare maschili  | |         | |         | |         |
| M1x            | Austria Ralph Kreibich | 7:08.35 | Lituania Mindaugas Griškonis | 7:09.68 | Bulgaria Aleksandăr Aleksandrov | 7:10.94 |
| M2x            | Grecia Ioannis Tsamis (b) Ioannis Christou (s) | 6:28.78 | Croazia Mario Vekić (b) Hrvoje Jurina (s) | 6:30.25 | Germania Eric Knittel (b) Tim Bartels (s) | 6:30.70 |
| M4x            | Russia Nikita Morgachev (b) Alexey Svirin (2) Alexander Kornilov (3) Nikael Bikua-Mfantse (s)                                                                                        | 5:56.06 | Italia Luca Ghezzi (b) Federico Gattinoni (2) Simone Venier (3) Simone Raineri (s) | 5:58.38 | Bielorussia Valery Radzevich (b) Dzianis Mihal (2) Stanislaŭ Ščarbačėnja (3) Andrei Pliashkou (s) | 6:01.79 |
| M2-            | Serbia Goran Jagar (b) Nikola Stojić (s) | 6:44.30 | Polonia Piotr Hojka (b) Jarosław Godek (s) | 6:46.35 | Italia Giuseppe De Vita (b) Andrea Palmisano (s) | 6:46.66 |
| M4-            | Rep. Ceca Michal Horvath (b) Jan Gruber (2) Milan Bruncvik Jr (3) Karel Neffe Jr (s)                                                                                                 | 6:10.38 | Germania Fokke Beckmann (b) Richard Schmidt (2) Sebastian Schmidt (3) Kristof Wilke (s) | 6:12.48 | Grecia Georgios Tsiompanidis (b) Ioannis Tsilis (2) Georgios Tziallas (3) Pavlos Gavriilidis (s) | 6:13.50 |
| M8+            | Rep. Ceca Jakub Zof (b) Jakub Friedberger (2) Václav Chalupa Jr (3) Jakub Makovička (4) Jan Schindler (5) Milan Doleček Jr (6) Jakub Hanák (7) Ondřej Synek (s) Oldřich Hejdušek (c) | 5:44.80 | Polonia Michał Stawowski (b) Bogdan Zalewski (2) Sławomir Kruszkowski (3) Sebastian Kosiorek (4) Mikołaj Burda (5) Wojciech Gutorski (6) Piotr Buchalski (7) Rafał Hejmej (s) Daniel Trojanowski (c) | 5:47.93 | Bielorussia Andrei Tatarchuk (b) Dzianis Yakubau (2) Aleh Maskaliou (3) Andrei Dzemyanenka (4) Yauheni Nosau (5) Aliaksandr Dzenavy (6) Vadzim Lialin (7) Aliaksandr Kazubouski (s) Piotr Piatrynich (c) | 5:48.83 |
| LM2x           | Ungheria Zsolt Hirling (b) Tamás Varga (s) | 6:36.99 | Grecia Dimitrios Mougios (b) Vasileios Polymeros (s) | 6:39.26 | Rep. Ceca Jan Vetešník (b) Ondřej Vetešník (s) | 6:45.75 |
| LM4-           | Italia Jiri Vlcek (b) Catello Amarante I (2) Salvatore Amitrano (3) Bruno Mascarenhas (s)                                                                                            | 6:17.84 | Serbia Veljko Urošević (b) Nenad Babović (2) Goran Nedeljković (3) Miloš Tomić (s) | 6:20.49 | Russia Ilya Ashchin (b) Alexander Savkin (2) Alexander Zyuzin (3) Sergey Bukreev (s) | 6:23.01 |
| Gare femminili | |         | |         | |         |
| W1x            | Bulgaria Rumyana Neykova | 7:36.23 | Rep. Ceca Mirka Knapková | 7:39.46 | Svezia Frida Svensson | 7:49.29 |
| W2x            | Rep. Ceca Gabriela Vařeková (b) Jitka Antošová (s) | 7:12.99 | Finlandia Sanna Stén (b) Minna Nieminen (s) | 7:14.68 | Bielorussia Hanna Nakhayeva (b) Volha Berazniova (s) | 7:17.58 |
| W4x            | Ucraina Svitlana Spiryukhova (b) Nataliia Huba (2) Olena Olefirenko (3) Tetiana Kolesnikova (s)                                                                                      | 6:42.34 | Romania Ionelia Neacşu (b) Enikő Barabás (2) Camelia Lupaşcu (3) Roxana Cogianu (s) | 6:47.50 | Germania Sophie Dunsing (b) Julia Richter (2) Judith Aldinger (3) Lena Moebus (s) | 6:47.64 |
| W2-            | Germania Lenka Wech (b) Maren Derlien (s) | 7:18.00 | Russia Vera Pochitaeva (b) Alevtina Podvyazkina (s) | 7:30.90 | Romania Adelina Cojocariu (b) Nicoleta Albu (s) | 7:34.60 |
| W8+            | Romania Rodica Șerban (b) Viorica Susanu (2) Simona Mușat (3) Ana Maria Apachiţei (4) Aurica Bărăscu (5) Ioana Papuc (6) Georgeta Damian (7) Doina Ignat (s) Elena Georgescu (c)     | 6:23.24 | Germania Josephine Wartenberg (b) Marlene Sinnig (2) Sonja Ziegler (3) Katrin Reinert (4) Kerstin Naumann (5) Nadine Schmutzler (6) Nina Wengert (7) Silke Guenther (s) Annina Ruppel (c)            | 6:27.87 | Gran Bretagna Jo Cook (b) Lindsey Maguire (2) Alice Freeman (3) Rebecca Rowe (4) Viski Etiebet (5) Lauren Fisher (6) Anna McNuff (7) Vicky Myers (s) Rebecca Dowbiggin (c)                               | 6:32.58 |
| LW2x           | Grecia Chrysi Biskitzi (b) Alexandra Tsiavou (s) | 7:21.03 | Polonia Magdalena Kemnitz (b) Iloną Mokronowską (s) | 7:23.51 | Italia Erika Bello (b) Laura Milani (s) | 7:26.57 |